# Aminata Sifai Hydara
Aminata Sifai Hydara (auch Siffai oder Siffae; 20. Jahrhundert in Brikama) ist eine gambische Verwaltungsbeamtin.

## Leben
Hydara arbeitete zunächst ab 1981 beim Department of Community Development und als Managerin beim Kanifing Municipal Council. Zwischen 1996 und 2003 sowie zwischen 2008 und 2014 war sie Ratsmitglied (local councilor) der West Coast Region (WCR). Außerdem war sie viele Jahre lady councillor (Abgeordnete im National Women’s Council).
Für die Parlamentswahlen in Gambia 2012 strebte sie die Nominierung als Kandidatin im Wahlkreis Kombo Central für die regierende APRC an. Da jedoch Abdou Jarjue als Kandidat aufgestellt wurde, unterstützte sie den unabhängigen Kandidaten Buba Ayi Sanneh, der das Mandat gewann. In der Folge wurden Forderungen nach dem Parteiausschluss laut.
Im Mai 2014 wurde sie von Yahya Jammeh als erste Frau zur Gouverneurin einer Region ernannt. Nach der verzögerten Machtübergabe von Jammeh an den neu gewählten Präsidenten Adama Barrow rief sie am 1. Februar 2017 die lokalen Behörden zur Unterstützung des neuen Präsidenten auf. Am 3. Februar wurde bekannt gegeben, dass sie ebenso wie die übrigen unter der Regierung von Jammeh ernannten Gouverneure entlassen wurde.

## Auszeichnungen
- Seit 2010 ist sie Trägerin des Order of the Republic of The Gambia in der Stufe Officer.
- 2016 – July 22nd Revolution Award[8]